# Cremă (farmacie)

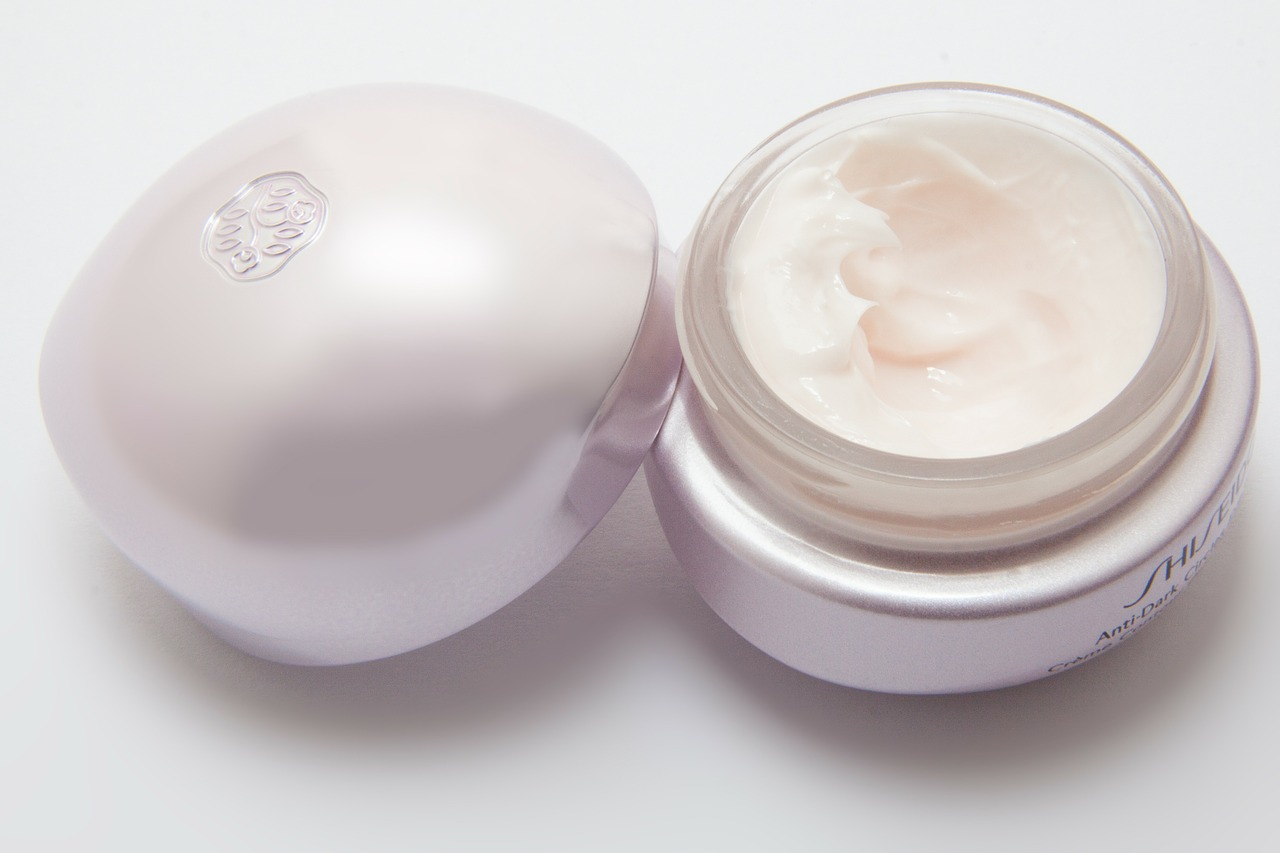
Cremă

Cremă este o formă farmaceutică semisolidă de tip emulsie, de uz topic, cu aplicare pe piele. De obicei, cremele conțin mai mult de aproximativ 20% apă.

## Utilizări
- Ca barieră de protecție pentru piele (fizică sau chimică)
- Ca adjuvant pentru menținerea umidității pielii
- Pentru curățare
- Cu efect emolient
- Vehicul pentru substanțe medicamentoase, precum anestezice locale, antiinflamatoare (AINS-uri și corticosteroizi), hormoni, antibiotice, antifungice și antiiritante.